# Geranomyia bicincta
Geranomyia bicincta is een tweevleugelige uit de familie steltmuggen (Limoniidae). De soort komt voor in het Neotropisch gebied.